# Lohsepark

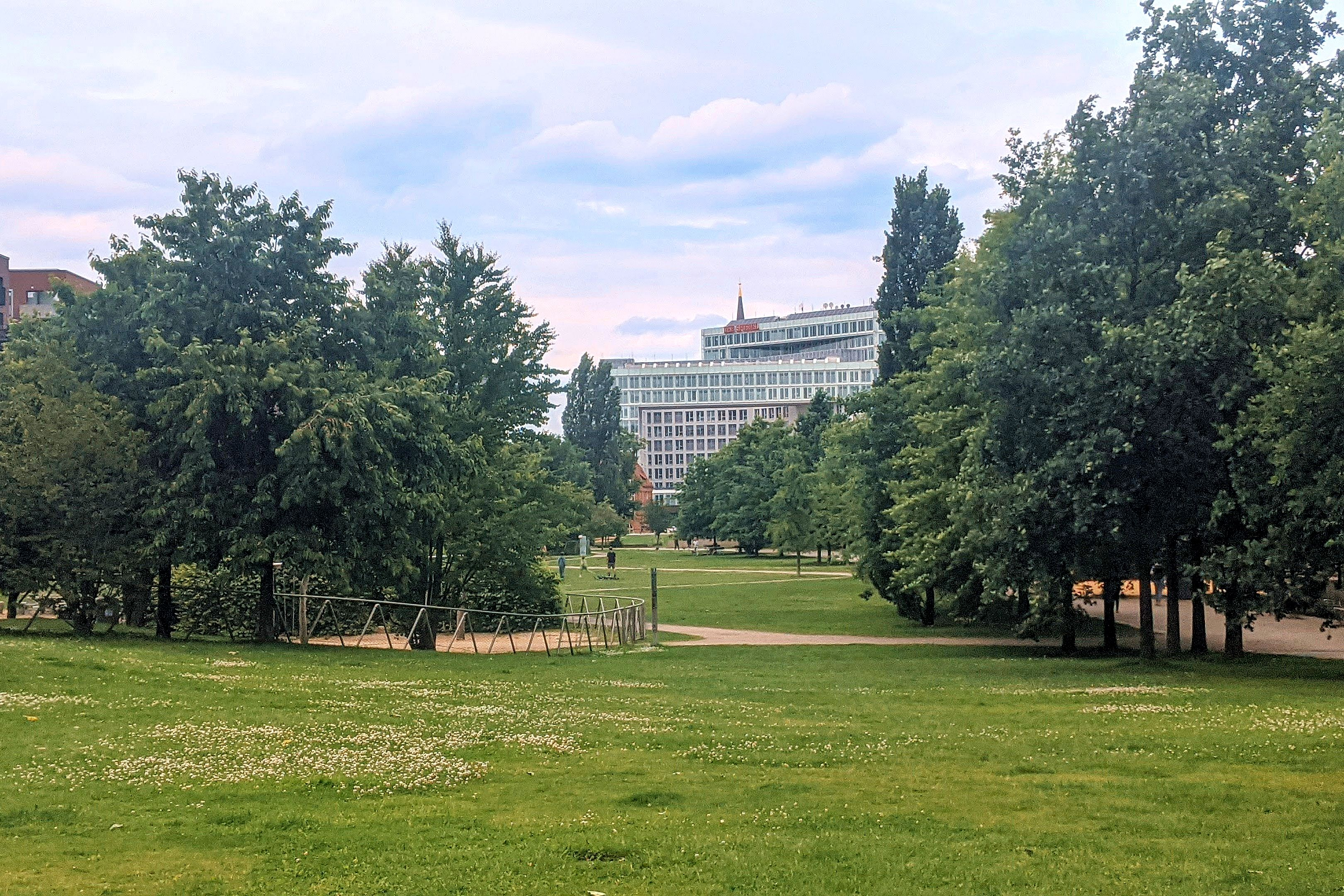
Lohsepark im Juni 2025

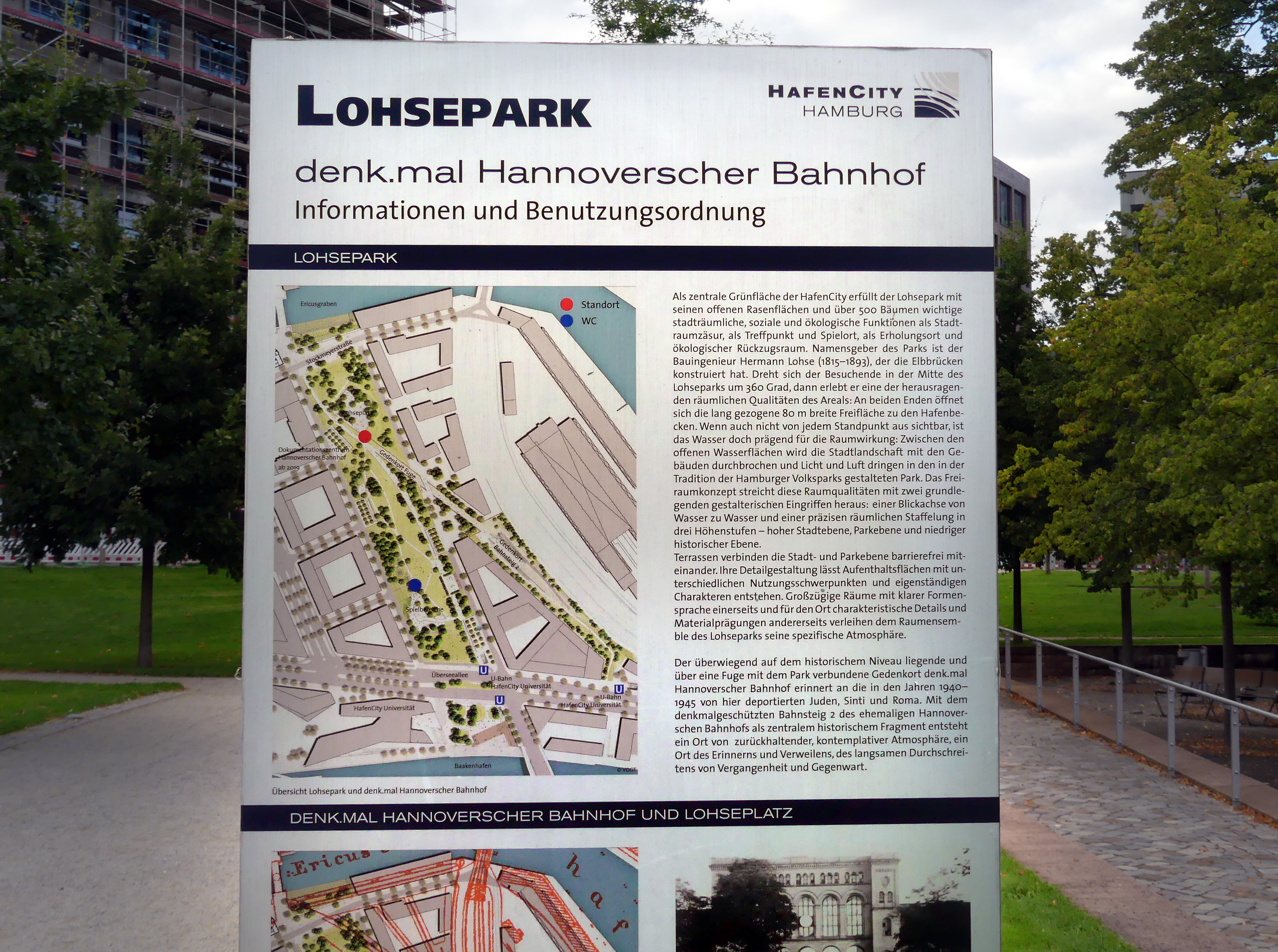
Plan und Informationstafel

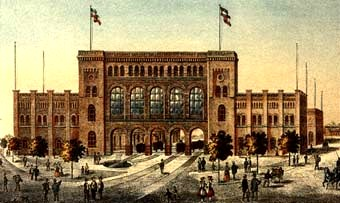
Hannoverscher Bahnhof

Der Lohsepark ist der größte Park in der HafenCity Hamburg; er liegt im Teilquartier Am Lohsepark und wurde am 9. Juli 2016 eingeweiht. Er erstreckt sich vom Baakenhafen im Süden bis zum Ericusgraben im Norden und ist nach Hermann Lohse (1815–1893) benannt.

## Ort
Auf seinem Gelände des Parks befand sich der Hannoversche Bahnhof. Der früherer Kopfbahnhof in Hamburg war 1872 eröffnet worden und lag auf dem Großen Grasbrook – auf dem Gelände des heutigen Lohseplatzes. Bis der Hamburger Hauptbahnhof 1906 eröffnet wurde, war er Endpunkt für alle Personenzüge, die von Süden kommend die Elbe überquerten. Von 1907 bis zu seinem Abriss 1999 war er der wichtigste Güterbahnhof Hamburgs.

## Der Park

### Funktion
Der Lohsepark ist Naherholungspark durch seine Kombination aus Spazier-, Ruhe- und Spielfläche. Er ist auch Erinnerungsstätte durch seine Gedenkorte an die Deportation der Juden, Sinti und Roma in der Zeit des Nationalsozialismus zwischen 1940 und 1945. Sie wurden vom Hannoverschen Bahnhof aus in Ghettos und Vernichtungslager gebracht.

### Architektur
Der Entwurf zum Park stammt vom Büro Vogt Landschaftsarchitekten in Zürich von 2010. Der Park erstreckt sich schlauchförmig. Kennzeichnend sind geschwungene und diagonale Wege, Bänke und Spielplätze in einer 550 Meter langen und 100 Meter breiten Rasen- und Wiesenlandschaft mit Sichtachsen. Die gebogenen Stämme und Äste von Robinien, die in der Versmannstraße gefällt werden mussten, wurden als Klettergerüste installiert. Auf der 4,4 Hektar großen Fläche gibt es 500 Bäume aus 20 Baumarten, darunter heimische (Linden, Eichen, Kirsch- und Apfelbäume) und exotische (Japanischer Schnurbaum, Lebkuchenbaum). Die Parkanlage schließt im Süden ab durch eine Treppenanlage zum Baakenhafen direkt bei der HafenCity Universität Hamburg. Dies war früher der Abschluss des inneren Wallrings zur Elbe hin.

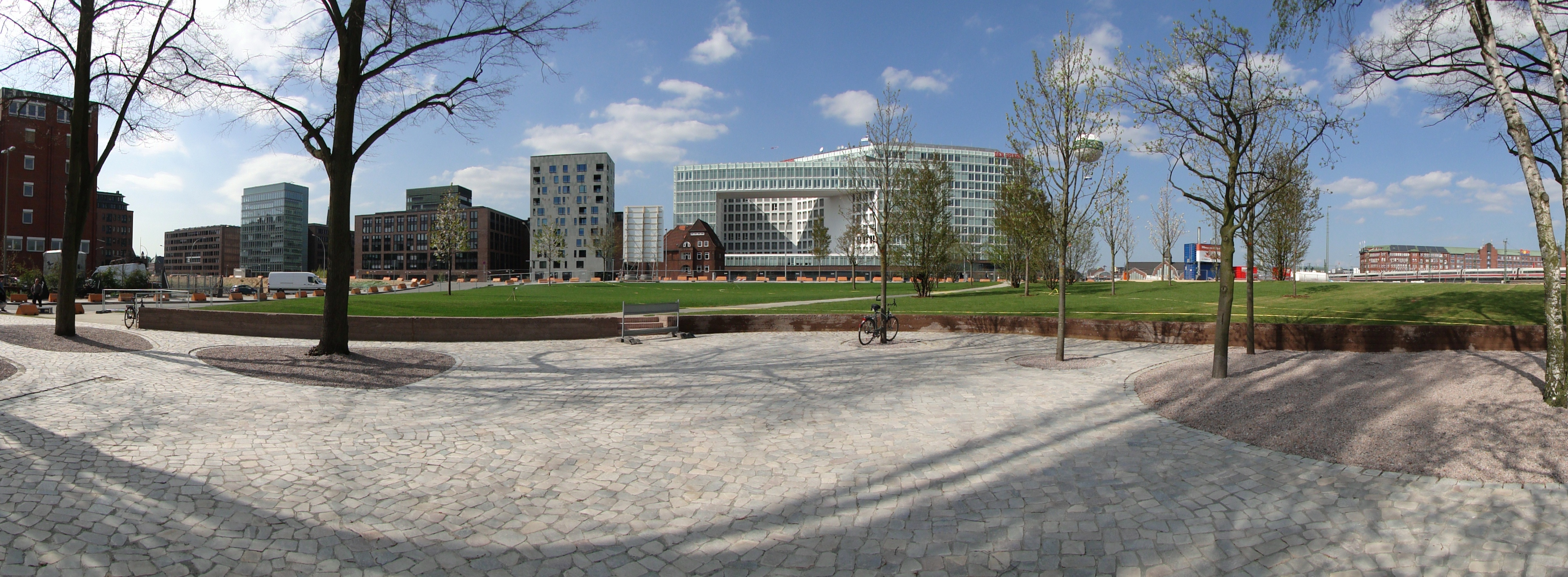
Lohseplatz im Lohsepark
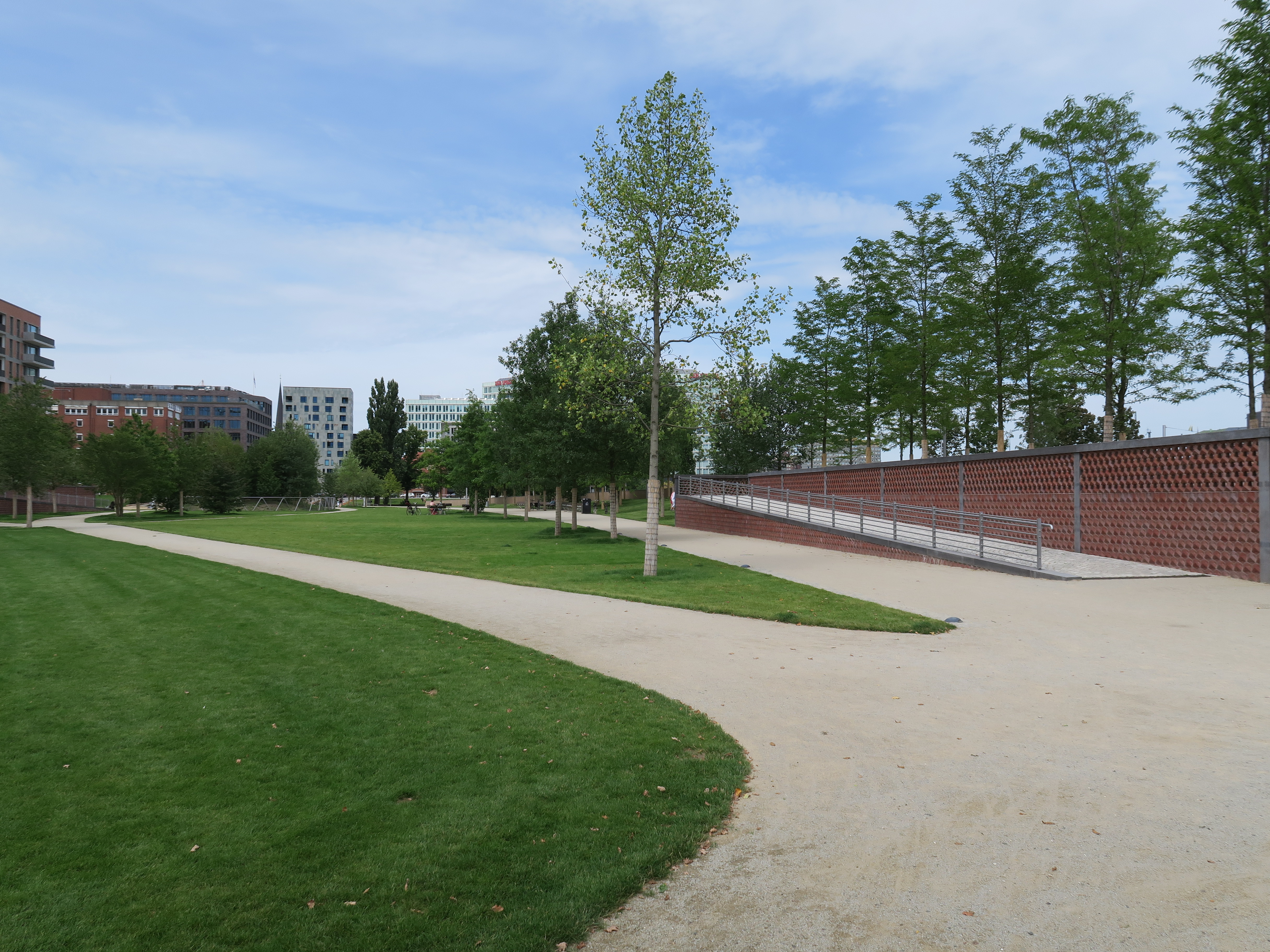
Blick Richtung Norden
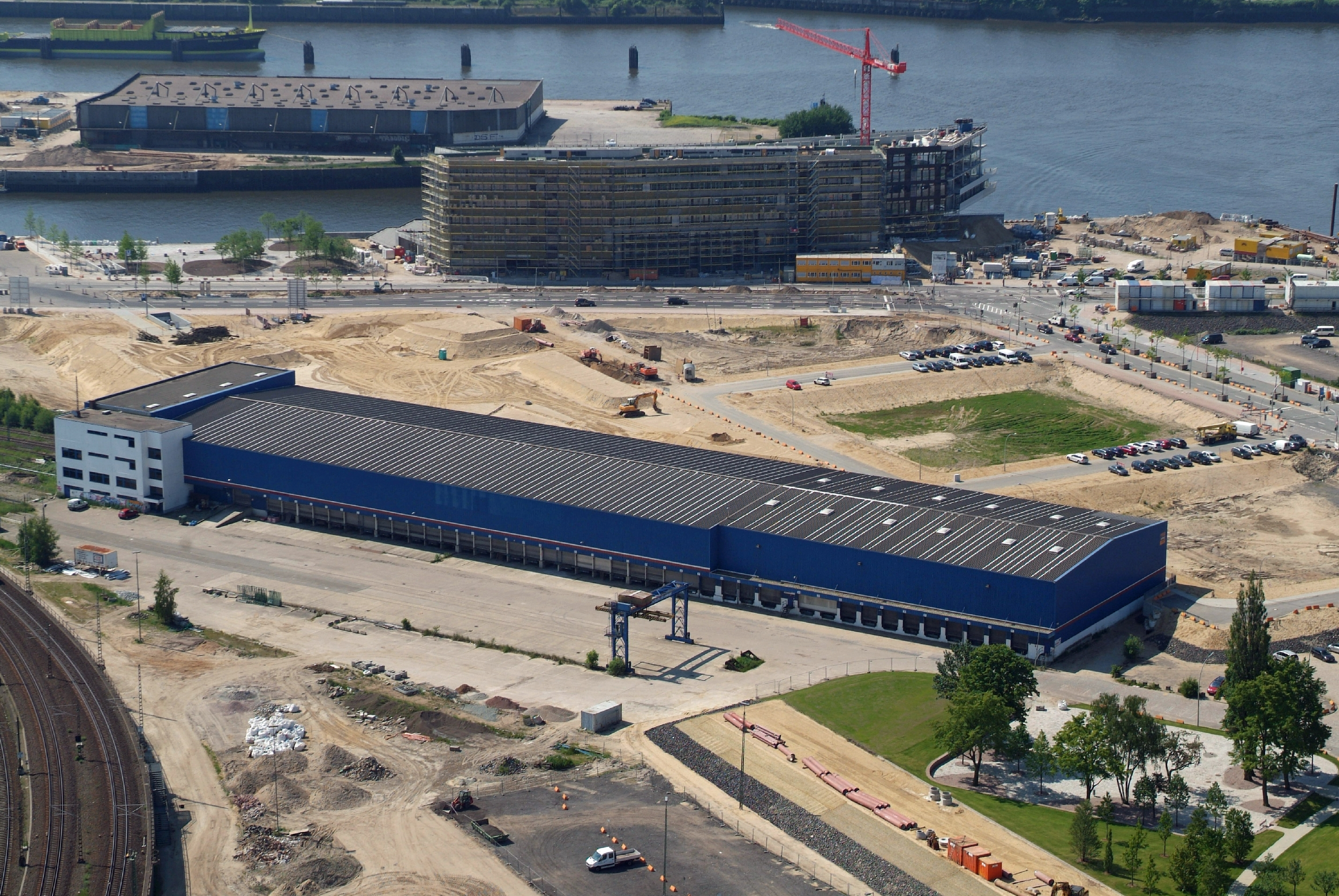
Vor der Transformation waren an der Position des Parks mehrere Gewerbebetriebe untergebracht (hier 2012)

### Natur
Der Nachbarschaftsverein Netzwerk HafenCity e. V. fordert mehr Grün für das Gebiet HafenCity und im Besonderen für bisher unbebaute Gebiete am Lohsepark. Nachdem Gruner + Jahr seine Baupläne für die im Nordosten an den Lohsepark angrenzenden Gebiete, auf denen der in Anhang IV der FFH-Liste aufgeführte und europaweit streng geschützte Nachtkerzenschwärmer gefunden worden war, 2021 aufgegeben hatte, fordert der Verein den Schutz des Schmetterlings sowie insgesamt „mehr Klimaschutz und mehr Grün“. Das Gebiet solle „als Park, als Brache, als Natur“ belassen werden, eine Forderung, die auf die naturnahe Vergrößerung des Parks zielt.

## Gedenkorte und Gedenken

### Bahnsteig 2
Im nördlichen Teil des Parks wurde der ehemalige Vorplatz des Hannoverschen Bahnhofs zu einem 1000 Quadratmeter großen Platz gestaltet. Von dort führt die „Fuge“, eine mit Eisenbahnschotter markierte und dem Wildwuchs überlassene Trasse, entlang des historischen Gleisverlaufs südostwärts zu dem unter Denkmalschutz stehenden Relikt des Bahnsteigs 2. Von diesem Bahnsteig wurden zwischen 1940 und 1945 in 20 Deportationszügen 8071 Juden, Sinti und Roma deportiert. Der erste Zug transportierte am 20. Mai 1940 mehr als 900 Sinti und Roma in das Arbeitslager Belzec bei Lublin. Der letzte Zug fuhr am 14. Februar 1945 ab. Deportiert wurden auch mehr als 1000 „politische Gegner“ in die Strafdivision 999. Gedenktafeln mit den Namen der 7741 bekannten Deportierten weisen auf ihr Schicksal hin. An der Westseite des Lohseplatzes wird im Erdgeschoss eines Büro- und Hotelgebäudes auf rund 800 Quadratmeter ein Dokumentationszentrum „denk.mal Hannoverscher Bahnhof“ eingerichtet. Es dokumentiert das Schicksal der aus Hamburg und Norddeutschland deportierten Bürger und integriert die Dokumentation „In den Tod geschickt“. Ein Info-Pavillon am Vorplatz des ehemaligen Hannoverschen Bahnhof liefert bereits seit Ende 2013 Informationen, bis das Informations- und Dokumentationszentrum eröffnet wird.

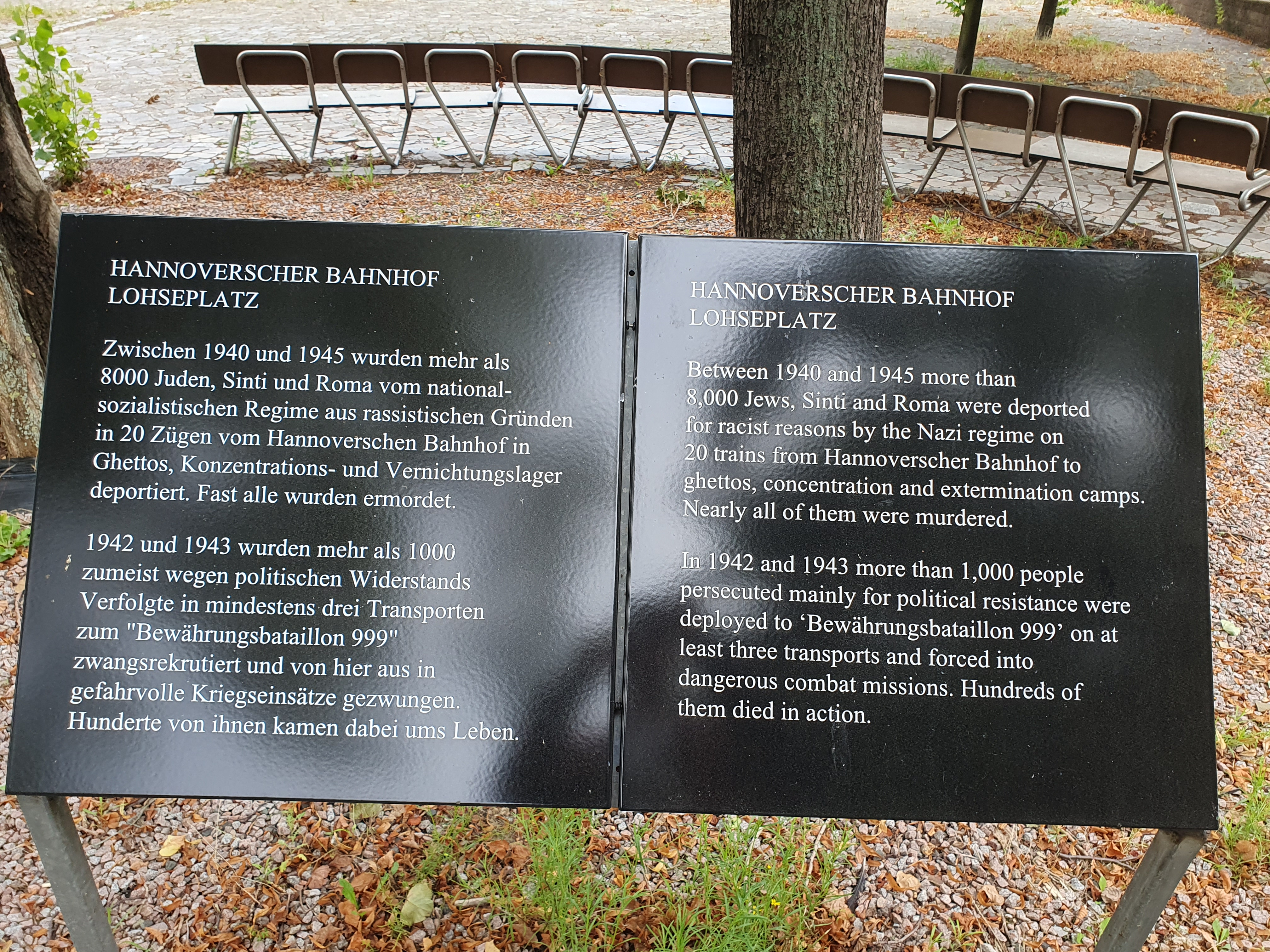
Denkmaltafel Lohseplatz/Hannoverscher Bahnhof
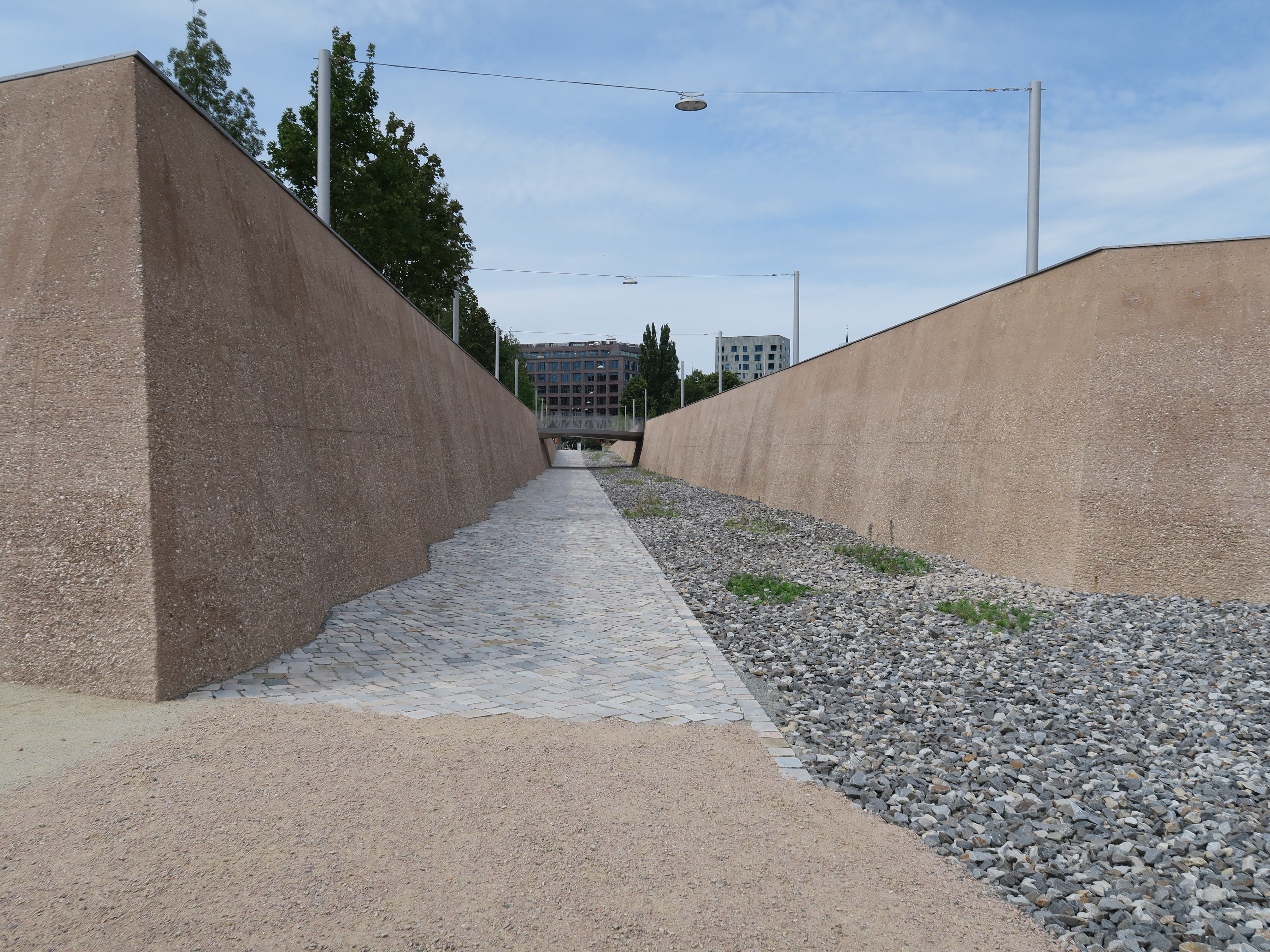
„denk.mal Hannoverscher Bahnhof“ im Lohsepark: „Fuge“, historischer Gleisverlauf vom Vorplatz des Bahnhofs bis zum Bahnsteig
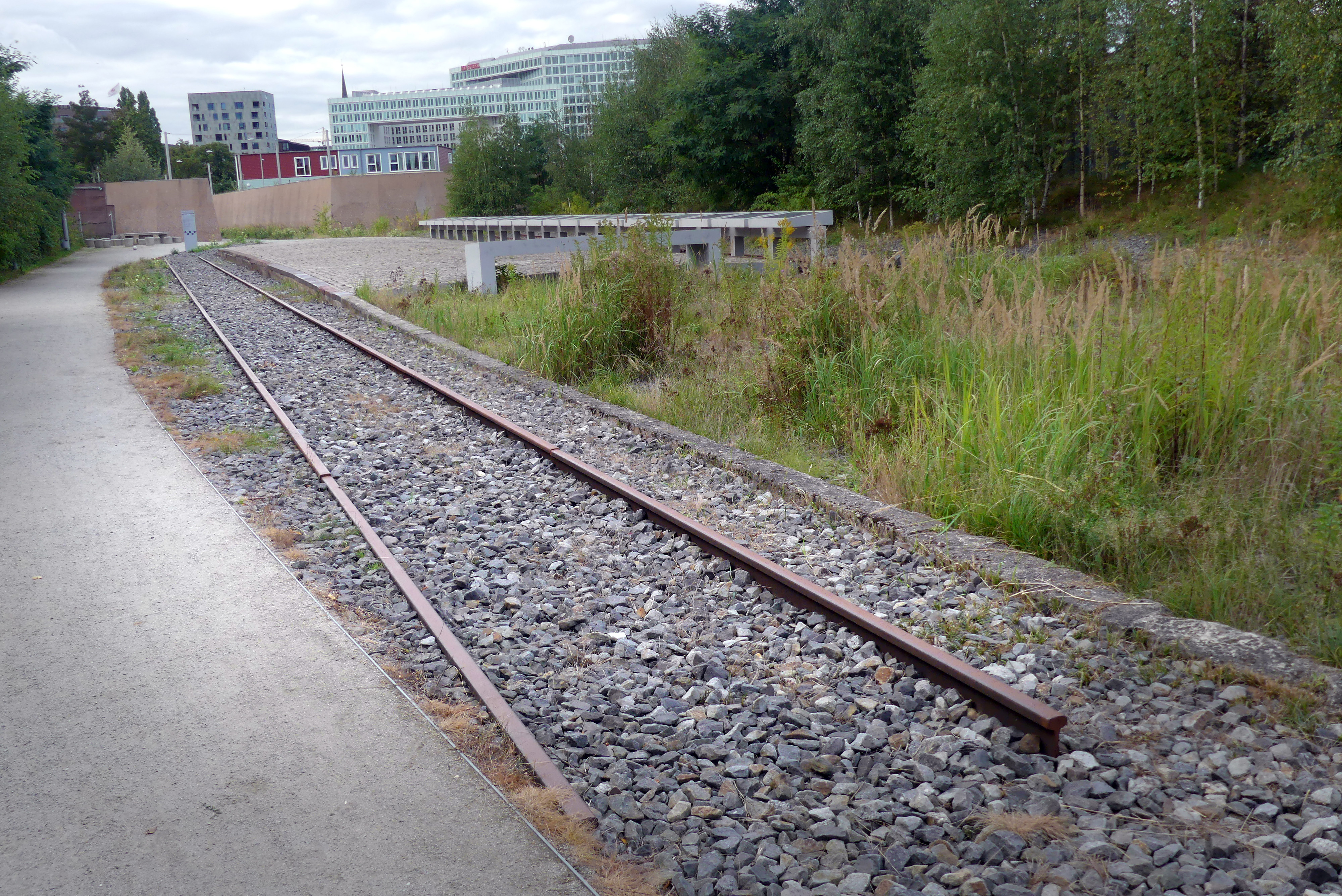
Alte Gleise am ehemaligen Bahnsteig, die an den Hannoverschen Bahnhof und die nationalsozialistischen Gräuel erinnern
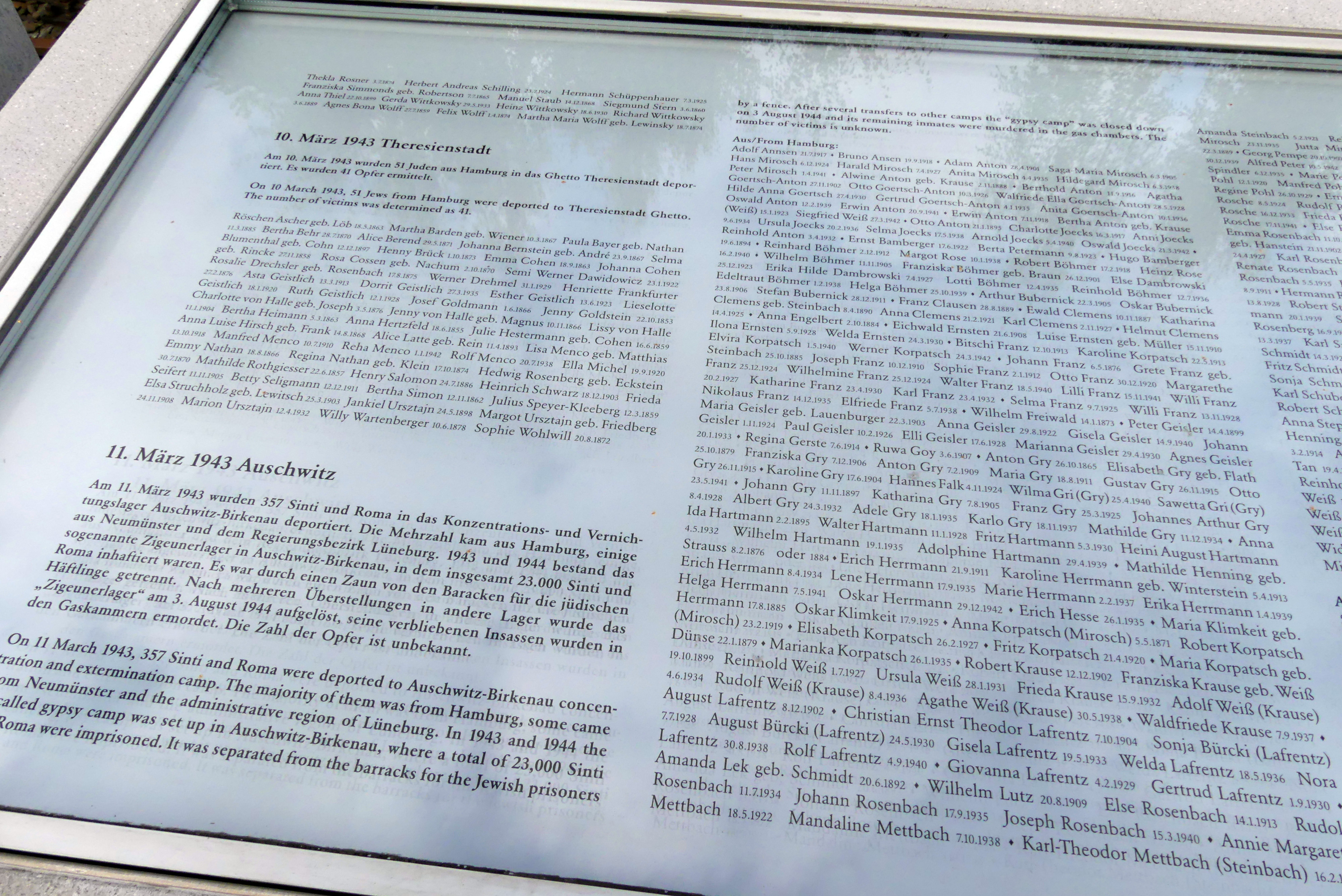
Eine der Tafeln mit Namen von Opfern des Nationalsozialismus, die vom Hannoverschen Bahnhof in Hamburg abtransportiert wurden, oft in den Tod

### Fruchtschuppen C
Im Mai 2025 wurde als Ergänzung zum denk.mal Hannoverscher Bahnhof und der für 2027 geplanten Eröffnung des Dokumentationszentrums in der benachbarten Stockmeyerstraße ein weiter Gedenkort errichtet der sich dem Völkermord von Sinti und Roma aus Hamburg und Norddeutschland widmet. Der Name Fruchtschuppen C bezieht sich auf eine zum Sammellager umgestaltete Halle, in der normalerweise Südfrüchte gelagert wurden, von denen es auf diesem Areal mehrere gab. In einer großen Polizeiaktion wurden ab 16. Mai 1940 nachweislich etwa 1.000 Sinti und Roma verhaftet und im Fruchtschuppen C eingesperrt bis zu ihrer Deportation am 20. Mai. Vom Hannoverschem Bahnhof wurden sie in das Zwangsarbeitslager Belzec verbracht und nur wenige überlebten es.

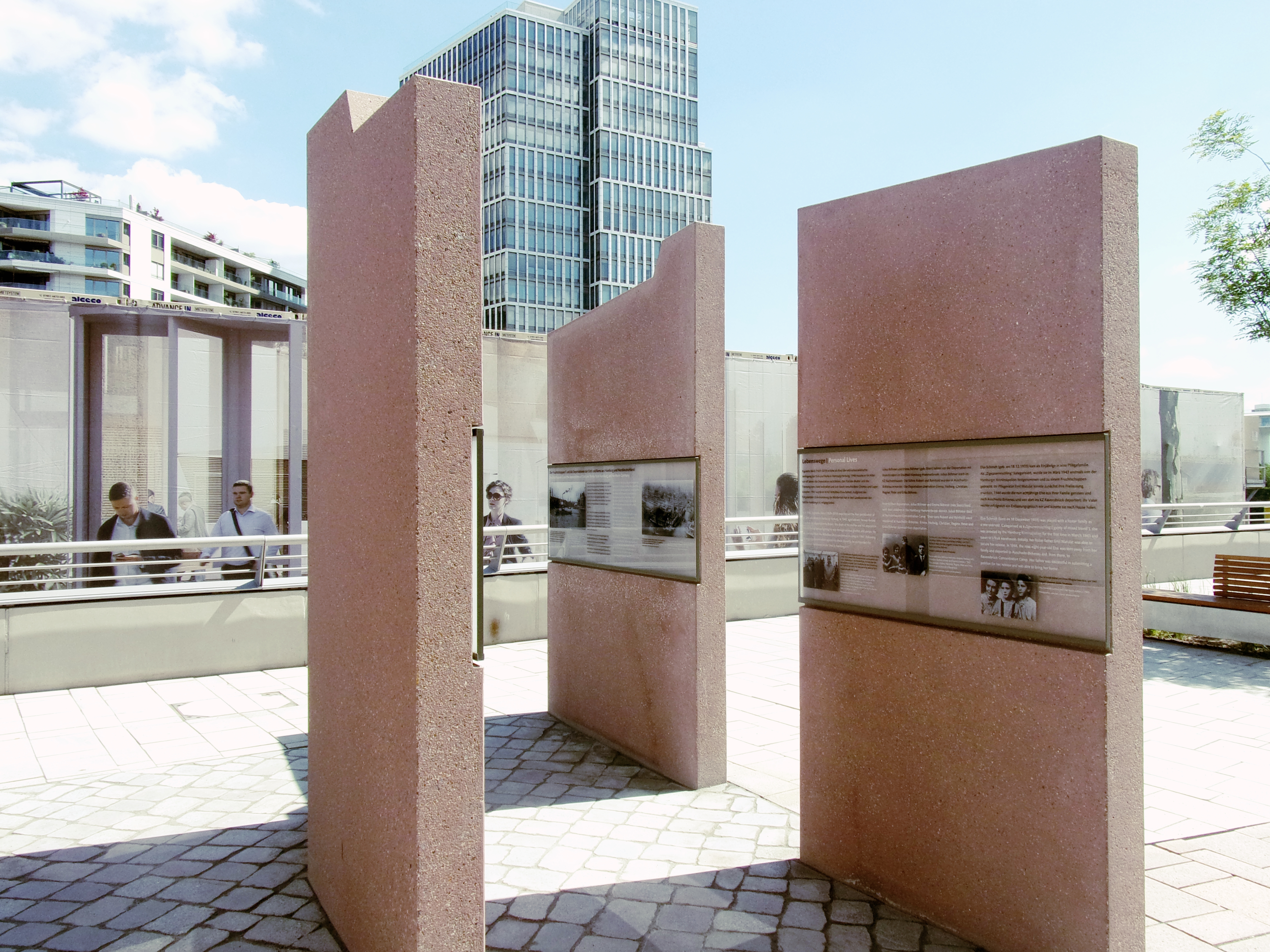
Gedenkort Fruchtschuppen C am Westfield-Center im Überseequartier der HafenCity Hamburg

Das bewusst am 16. Mai 2025 feierlich eingeweihte denk.mal befindet sich in unmittelbarer Nähe von Bahnsteig 2 am ebenso in diesem Jahr neu eröffnetem Shopping-Center Westfield auf der belebten Promenade der New-Orleans-Straße im Überseequartier der HafenCity. Bei der Außengestaltung ließ man innerhalb einer Baumreihe ausreichend Platz, um das neu gestaltete Ensemble würdig an belebter Stelle zu platzieren, damit die Geschichte um diesen Ort während der NS-Zeit zwischen 1940 und 1945 niemals vergessen und von vielen Besuchern beachtet und gesehen wird.
Auf sechs rötlich gefärbten Beton-Stelen in schrägen Abständen platziert und dadurch begehbar befinden sich an den Innenseiten Bilder und Texte zu den Geschehnissen um den Völkermord. An beiden Außenseiten befinden sich die Silhouetten aus hellen Mosaiksteinen symbolisch für die Opfer von Männern, Frauen und Kindern. An der Südseite gibt es außerdem zwei schwarze Informationstafeln in Deutsch und Englisch.

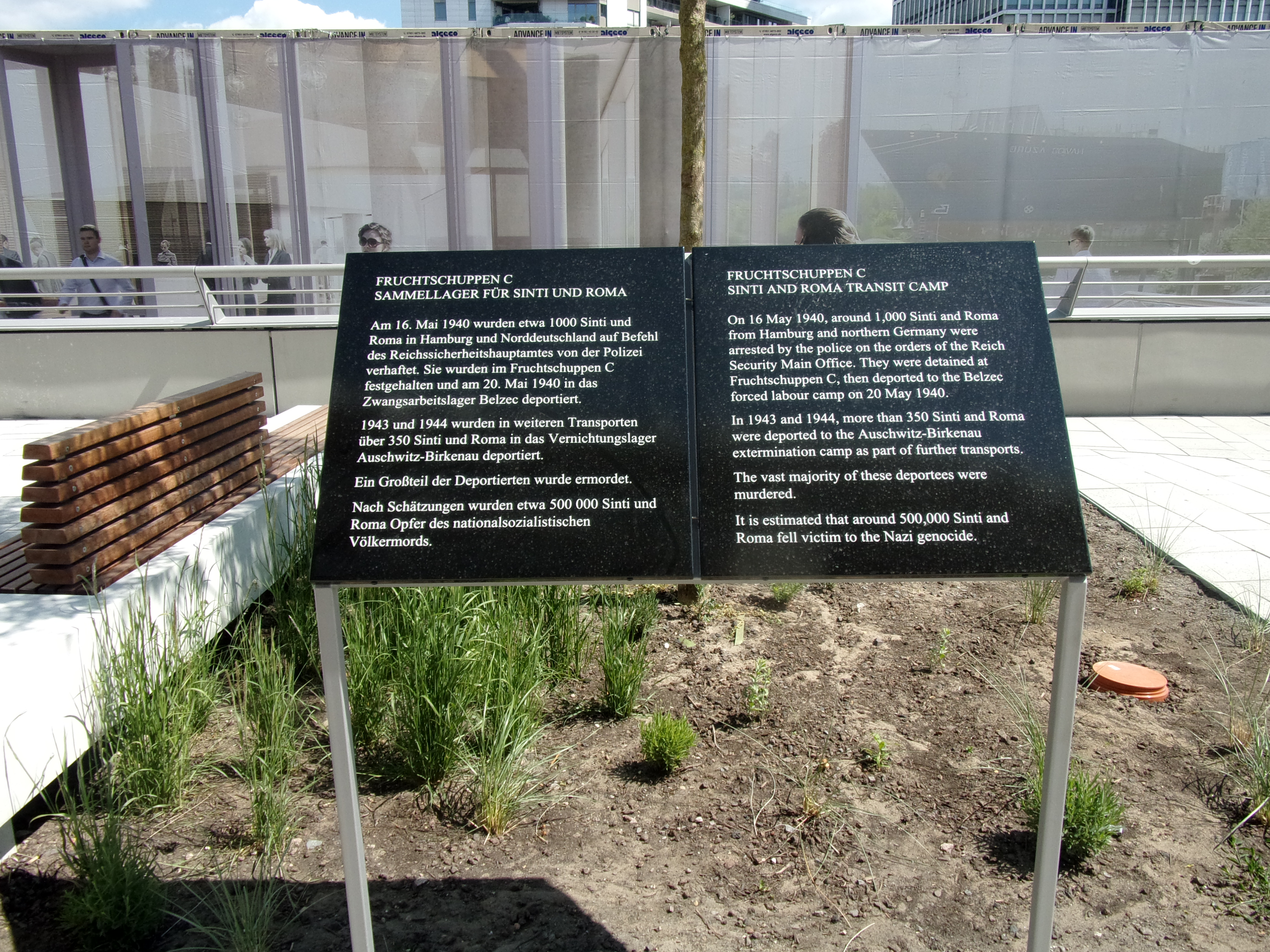
Informationstafeln in Deutsch und Englisch

Zur feierlichen Einweihung am 16. Mai, dem Jahrestag des Beginns der Verhaftungen von Sinti und Roma kamen Vertreterinnen und Vertreter des Landesvereins der Sinti in Hamburg e. V. und des Rom und Cinti Union e. V. sowie der Stiftung Hamburger Gedenkstätten und Lernorte und enthüllten gemeinsam mit Hamburgs Senator für Kultur und Medien, Carsten Brosda das denk.mal Fruchtschuppen C im Überseequartier der HafenCity.
Der Gedenkort wurde gemeinsam von der Rom und Cinti Union e. V., dem Landesverein der Sinti in Hamburg e. V., der Behörde für Kultur und Medien, der HafenCity Hamburg GmbH und der Stiftung Hamburger Gedenkstätten und Lernorte für die Opfer der NS-Verbrechen entwickelt. Die Gestaltung übernahmen BBS Landscape Engineering GmbH und Michael Teßmer/gwf-ausstellungen. Der Bauherr des Westfield Hamburg-Überseequartiers, Unibail Rodamco Westfield stellt den öffentlichen Raum dauerhaft zur Verfügung.

## ÖPNV-Anbindung
Von Süden her ist der Park an die U-Bahn-Station HafenCity Universität der Linie U4 und der Buslinie 111 angebunden. Der nördliche Teil wird durch die Bushaltestelle Koreastraße der Linie 111 sowie peripher durch die Stationen Meßberg (Fußweg über Wandrahmsteg) und Steinstraße (Fußweg über Oberhafenbrücke) der Linie U1 erschlossen. Die U-Bahnen verkehren am Wochenende durchgehend kurz getaktet. In den Nächten werktags verkehrt die Nachtbuslinie 602 von der Haltestelle Oberhafenbrücke nordöstlich des Lohseparks.